# جائزة فرنسا الكبرى 1977
جائزة فرنسا الكبرى 1977 هو سباق فورمولا 1 أقيم بتاريخ 3 يوليو 1977. كان التاسع من أصل 17 في بطولة العالم لسباقات الفورمولا واحد موسم 1977. حلّ الأمريكي ماريو أندريتي أولا.